# Nérac
Nérac (okc. Nerac) je město a sídlo podprefektury ve francouzském departmentu Lot-et-Garonne, který leží v jihozápadní části Francie.

## Geografie
Městem protéká řeka Baïse.

## Demografie
Počet obyvatel

## Osobnosti města
- François Darlan (1881 - 1942), admirál a premiér Francie

## Partnerská města
- Madridejos, Španělsko
- Mesola, Itálie